# Халермполь Малагам
Халермполь Малагам (тай. เฉลิมพล มาลาคำ);  — таїландський співак та відомий актор. З 1998 року є співаком, співпрацює з лейблом звукозапису Topline Diamond.

## Дискографія
- Tam Jai Mae Terd Nong
- Ror Mia Phee Pler
- Ar Dia Rak Wan Khao Phan Sa
- Pued Tam Nan Bak Job Loey[4]
- Kid Hod Pla Keng
- Sieng Jak Phoo Yai Baan